# Ctenobolbina
Ctenobolbina is een geslacht van uitgestorven kreeftachtigen uit de klasse van de Ostracoda (mosselkreeftjes).

## Soorten
- Ctenobolbina (Duhmbergia) kuckersiana (Bonnema, 1909) Schmidt, 1941 †
- Ctenobolbina abrupta Harris, 1957 †
- Ctenobolbina alata Ulrich, 1890 †
- Ctenobolbina barrandiana (Jones, 1855) Bassler & Kellett, 1934 †
- Ctenobolbina bohemica (Boucek, 1936) Kruta, 1990 †
- Ctenobolbina bohemica Boucek, 1936 †
- Ctenobolbina ciliata (Emmons, 1855) Ulrich, 1890 †
- Ctenobolbina cornuta (Ruedemann, 1901) Schallreuter, 1976 †
- Ctenobolbina cornuta Ulrich, 1916 †
- Ctenobolbina crassa (Ulrich, 1890) Ulrich, 1894 †
- Ctenobolbina curta (Ulrich, 1890) Ulrich & Bassler, 1908 †
- Ctenobolbina denticulata Ulrich & Bassler, 1913 †
- Ctenobolbina devonica Jordan, 1959 †
- Ctenobolbina dubia Ulrich & Bassler, 1913 †
- Ctenobolbina duryi (Miller, 1874) Ulrich, 1890 †
- Ctenobolbina eldoradoensis Schallreuter, 1976 †
- Ctenobolbina estona (Oepik, 1937) Schmidt, 1941 †
- Ctenobolbina fulcrata Ulrich, 1894 †
- Ctenobolbina guillieri (Tromelin, 1871) Ulrich & Bassler, 1908 †
- Ctenobolbina hispanica (Born, 1918) Vannier, 1983 †
- Ctenobolbina inflata Harris, 1957 †
- Ctenobolbina kuckersiana Bonnema, 1909 †
- Ctenobolbina lucifer Copeland, 1965 †
- Ctenobolbina mackenziensis Copeland, 1978 †
- Ctenobolbina maclearni Copeland, 1993 †
- Ctenobolbina maquoketensis Spivey, 1939 †
- Ctenobolbina minima Ulrich, 1891 †
- Ctenobolbina nanmanensis Hou, 1953 †
- Ctenobolbina parva Harris, 1957 †
- Ctenobolbina percarinata Harris, 1957 †
- Ctenobolbina projecta Harris, 1957 †
- Ctenobolbina proxima (Oepik, 1953) Talent, 1965 †
- Ctenobolbina reversa Tolmachoff, 1926 †
- Ctenobolbina rossica (Bonnema, 1909) Bassler & Kellett, 1934 †
- Ctenobolbina rostrata (Krause, 1892) Krause, 1896 †
- Ctenobolbina subrotunda Ruedemann, 1901 †
- Ctenobolbina ventricosa Swartz & Swain, 1941 †
- Ctenobolbina ventrispinifera Warshauer & Berdan, 1982 †
- Ctenobolbina ventrospinosa Kraft, 1962 †
- Ctenobolbina windomensis Swartz & Oriel, 1948 †